# 斯塔罗杜布区
斯塔罗杜布区（俄语：Стародубский район）是俄罗斯联邦布良斯克州下辖的一个区，其行政中心为斯塔罗杜布。据2016年统计，该区的人口为19433人。